# Пьяцца делле Эрбе
Пьяцца делле Эрбе (итал. Piazza delle Erbe — «площадь трав») — площадь в городе Верона (Италия), расположена на месте античного форума.
Площадь прямоугольной формы обрамляют здания различных эпох:
- Домус Меркаторум (итал. Domus Mercatorum — Дом купцов) — здание в готическом стиле, служившее в Средние века резиденцией профессиональных корпораций. К зданию в 1301 году по указанию Альберто делла Скала была пристроена лоджия на арках, а при реставрации здания в XIX веке на его кровле появились гибеллинские зубцы.
- Дворец Маффеи (итал. Palazzo Maffei) — барочная постройка, построенная на месте здания XIII века. Балюстрада украшена статуями античных божеств: Юпитера, Аполлона, Венеры, Минервы, Меркурия и Геркулеса. Перед дворцом расположена мраморная колонна, увенчанная крылатым львом — символом Венеции, под властью которой город был 400 лет.
- Башня дель Гарделло (Часовая башня) примыкает к дворцу Маффеи. Построена в 1370 году по указанию Кансиньорио делла Скала. В 1626 году над ней был возведён аттик с гибеллинскими зубцами.
- Дом Маццанти (итал. Case Mazzanti) — фасад здания в XVI веке был расписан фресками на мифологические сюжеты.
- Башня Ламберти высотой в 83 метра. Построена в 1172 году веронской семьёй Ламберти, от которой и получила своё название. Известна также как «Башня с колоколами» благодаря установленным на ней в 1464 году колоколам Регно и Марангона.

В центре площади находится фонтан Веронской Мадонны (итал. Madonna Verona). Его возвели в 1368 году по указанию Кансиньорио делла Скала. Для фигуры Девы Марии была использована римская статуя, датированная 380 годом.
На площади расположена эдикула, называемая «Берлина» (XIII век), которая использовалась для торжественного вступления в должность подесты.

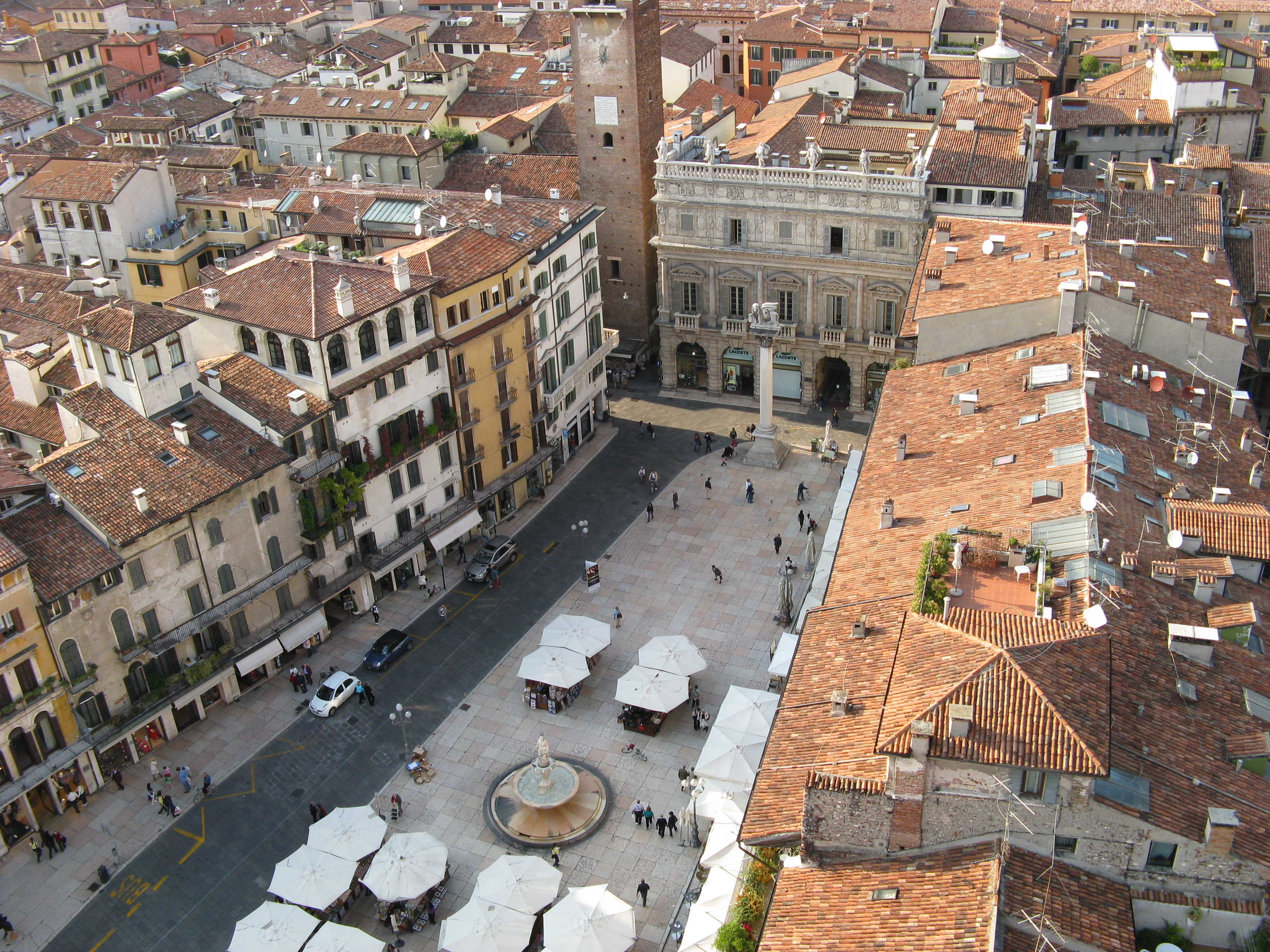
Вид с высоты
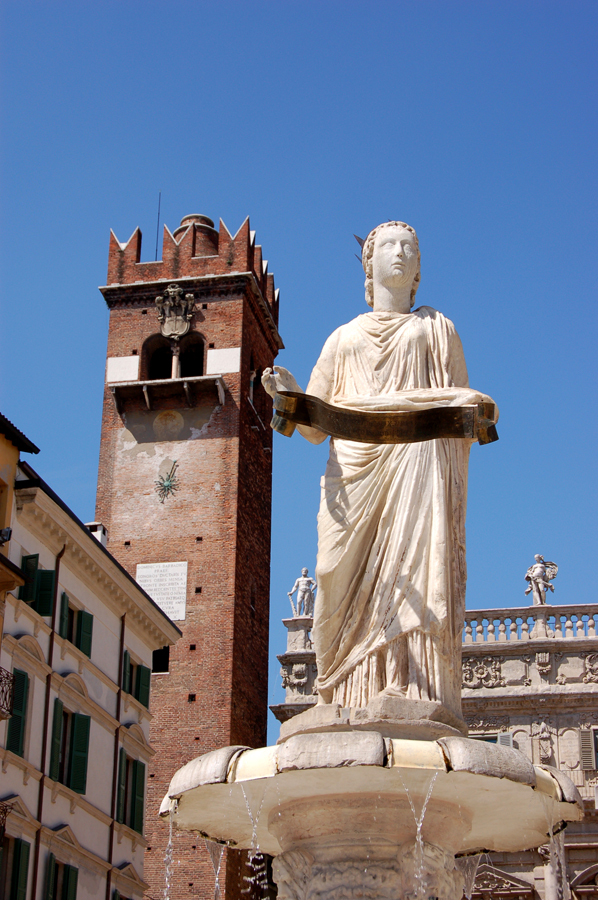
Веронская Мадонна
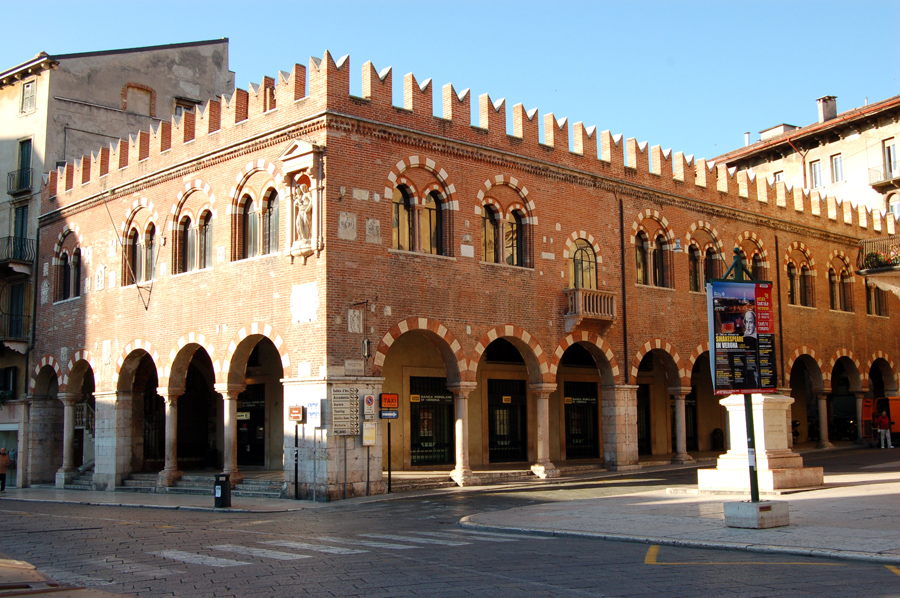
Домус Меркаторум
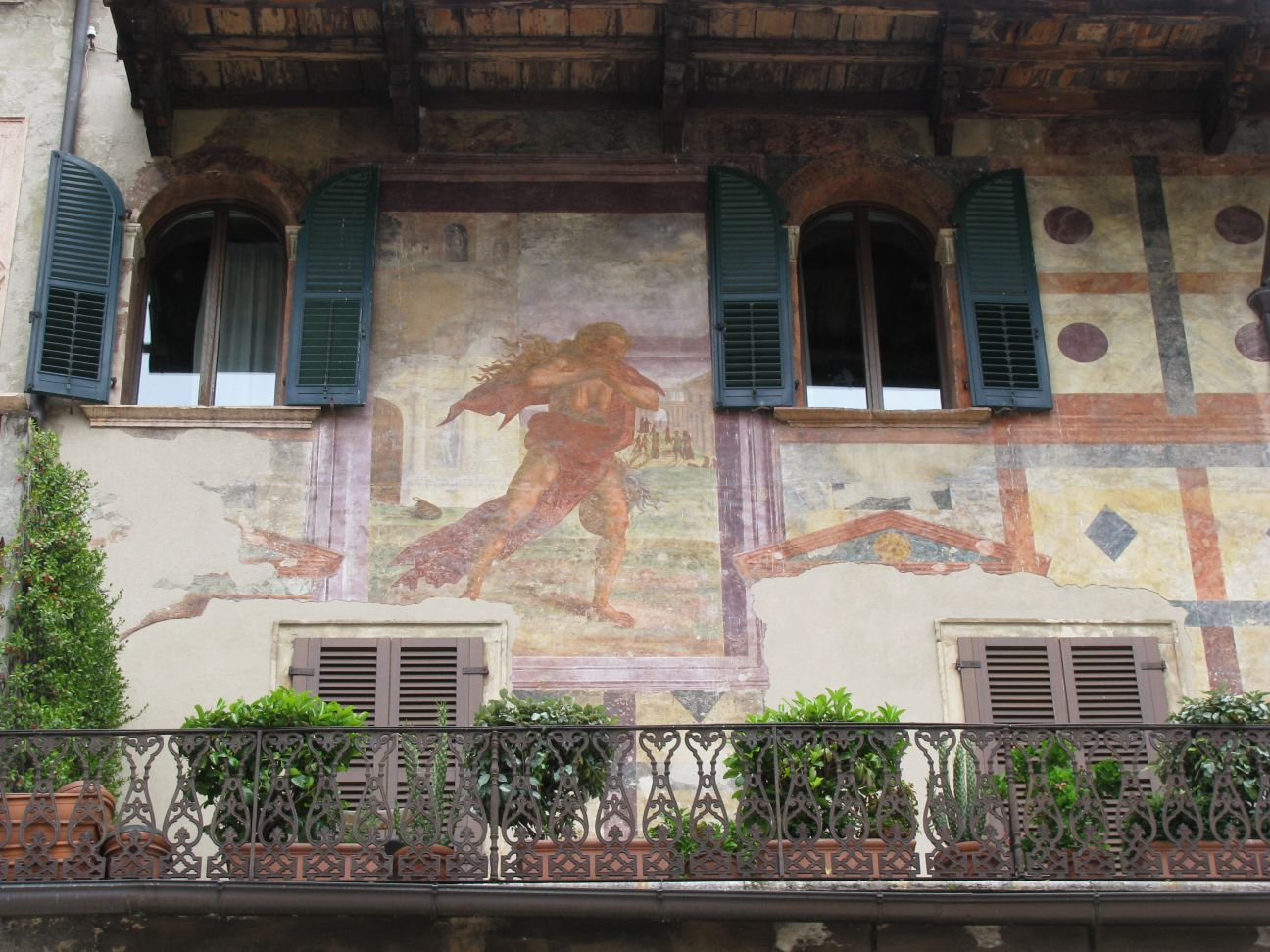
Дом Маццанти (фреска на мифологический сюжет)
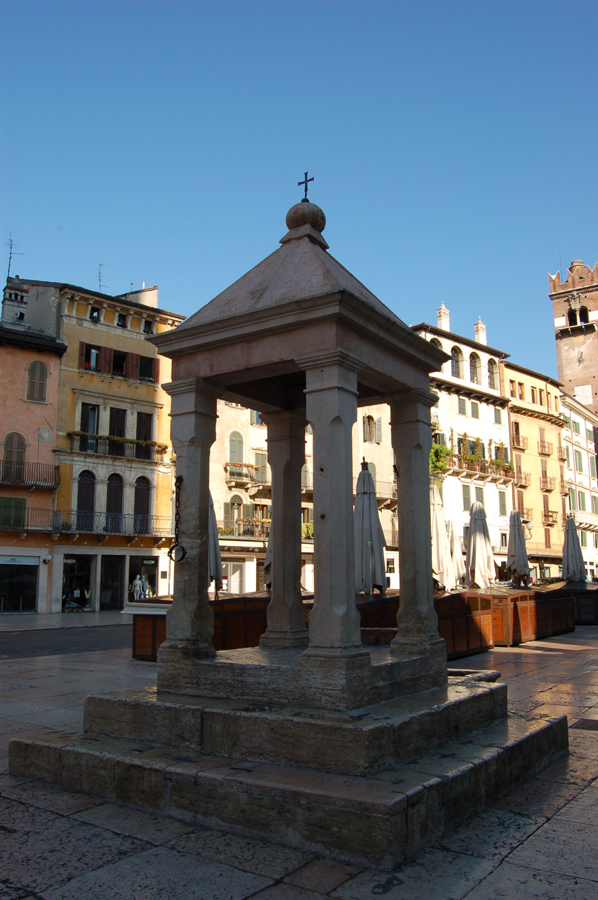
Эдикула «Берлина»